# Sieci
Sieci („Netze“) zuvor W Sieci („Im Netz“) ist ein polnisches Nachrichtenmagazin. Es erscheint wöchentlich. Politisch wird die Zeitschrift als rechts-konservativ bis rechts-populistisch verortet. 
Sieci wurde 2012 in Warschau von der Fratria gegründet. Diese wiederum wurde zeitgleich von den Zwillingsbrüdern Jacek Karnowski und Michał Karnowski gegründet. Die Brüder gelten als PiS-nah. Während der Regierung Mateusz Morawiecki bezog das Magazin zuletzt ca. 40 % seiner Werbeeinnahmen von polnischen Staatsbetrieben. Dem Magazin wird Einfluss auf die öffentliche Meinungsbildung in Polen zugeschrieben. Es werden Themen aus Religion, Politik, Wirtschaft, Bildung, Kultur in Polen und im Ausland behandelt. Wie bei allen Printmedien in Polen ist die Auflagenzahl rückläufig.